# Loma Cozahuico
Loma Cozahuico är en ort i Mexiko.   Den ligger i kommunen Mazatlán Villa de Flores och delstaten Oaxaca, i den sydöstra delen av landet, 280 km sydost om huvudstaden Mexico City. Loma Cozahuico ligger 1 240 meter över havet och antalet invånare är 139.
Terrängen runt Loma Cozahuico är huvudsakligen bergig, men åt nordost är den kuperad. Runt Loma Cozahuico är det ganska tätbefolkat, med 52 invånare per kvadratkilometer. Närmaste större samhälle är Huautla de Jiménez, 11,8 km norr om Loma Cozahuico. I omgivningarna runt Loma Cozahuico växer huvudsakligen savannskog.